# The Whip
The Whip – zespół założony w Salford w Wielkiej Brytanii w 2006 roku przez Bruce'a Cartera i Danny'ego Saville. Wykonują muzykę indie rock, dance-punk oraz alternative dance. Ich debiutancki album „X Marks Destination” został wydany przez Southern Fried Records w marcu 2008 r.
The Whip tworzyli remixy dla zespołów jak Editors, Hadouken!, czy The Courteeners.
We wrześniu 2011 wydali kolejny album, „Wired Together”.

## Dyskografia

### Albumy
- X Marks Destination, 2008, Southern Fried Records
- Remix Marks Destination, 2008, Southern Fried Records
- X Marks Destination, 2009, Razor & Tie (U.S. Release)
- Wired Together, 2011, Southern Fried Records

### Single i EP
- "Frustration" (2006, Kids)
- "Trash" (2006, Lavolta Records)
- "Divebomb" (2007, Kitsuné Music|Kitsuné)
- "Muzzle #1" (2007, Southern Fried Records)
- "Sister Siam" (2007, Southern Fried Records)
- "Blackout" (2008, Southern Fried Records)
- "Trash" (2008, Southern Fried Records)

### Remix
2007
- Editors – "An End Has a Start"
- The Black Ghosts – "Anyway You Choose to Give It"
- Sons and Daughters – "Killer"
- Paul Hartnoll ft. Robert Smith – "Please"
- Asobi Seksu – "Strawberries"

2008
- Hadouken! – "Declaration of War"

## Ciekawostki
- Piosenka Trash pojawiła się ostatnio w reklamie Coors Light. Piwo w Wielkiej Brytanii.
- Piosenka Trash została użyta w sitcomie Secret Girlfriend.
- Piosenki Trash i Blackout zostały użyte w filmie promocyjnym[1] Microsoft Zune HD. "Trash" uruchamiał się jako powitanie przy pierwszym uruchomieniu Zune Software[2].
- Piosenka Trash została użyta w Evolution Studios MotorStorm: Pacific Rift.
- Piosenka Trash została użyta w Midnight Club: Los Angeles w wersji na Playstation 3.
- Piosenka Trash pojawia się także w Forza Motorsport 3 w wersji na Xbox360.
- Piosenka Muzzle #1 została użyta w grze EA Sports FIFA 09[3].
- Piosenka Fire (X Marks Destination) znajduje się w soundtracku do EA Sports NFS Undercover.